# John Graudenz

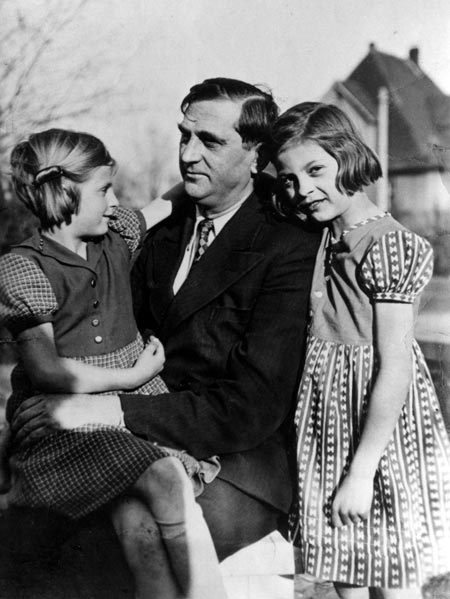
John Graudenz con le figlie Karin e Silva.

Wolfgang Kreher Johannes Graudenz, detto John (Danzica, 12 novembre 1884 – Berlino, 22 dicembre 1942), è stato un giornalista tedesco, rappresentante industriale e combattente della resistenza contro il regime nazista nel gruppo berlinese dell'Orchestra Rossa.

## Biografia
Nacque in una famiglia numerosa con 10 fratelli, figlio di un sellaio. Nel 1901 lasciò casa per lavorare in varie città tedesche prima di recarsi in Inghilterra passando per Italia, Francia e Svizzera. Lavorò come cameriere, guida turistica e direttore d'albergo, imparò diverse lingue prima di arrivare a Berlino nel 1908. Nel 1916, iniziò la sua carriera giornalistica nella United Press International (UPI) e nello stesso anno assunse la responsabilità della gestione dell'ufficio berlinese dell'UPI.
Nel marzo 1920 fu coinvolto nel Putsch di Kapp a Berlino, nel tentativo di rovesciare la Repubblica di Weimar. All'epoca lavorava nell'ufficio informazioni degli oppositori del colpo di Stato, per un breve periodo fu membro del Partito Comunista Operaio di Germania (in tedesco Kommunistische Arbeiter-Partei Deutschlands, KAPD). È possibile che sia stato anche tra i fondatori del KAPD. Nel 1921 fu inviato in Unione Sovietica e scrisse in favore di Lenin per l'agenzia UPI di Mosca. Nel 1924 fu il primo negli Stati Uniti a riportare la notizia della morte di Lenin.
Nel 1924 organizzò una crociera in battello a vapore lungo il fiume Volga e scoprì la situazione di degrado dovuta alla carestia in Unione Sovietica. I russi, irritati dalle fotografie scattate durante la crociera, espulsero Graudenz. Dal 1932, lavorò come rappresentante industriale, attività che portò avanti anche durante la guerra, come venditore di componenti per gli aerei della Luftwaffe.
Si sposò tre volte ed ebbe anche una figlia illegittima. Nel 1925 sposò Antonie Wasmuth (morta nel 1985), la sua terza moglie, figlia di Ernst Wasmuth. Da quest'ultimo matrimonio nacquero due figlie, Silva e Karin.

## Nella Resistenza

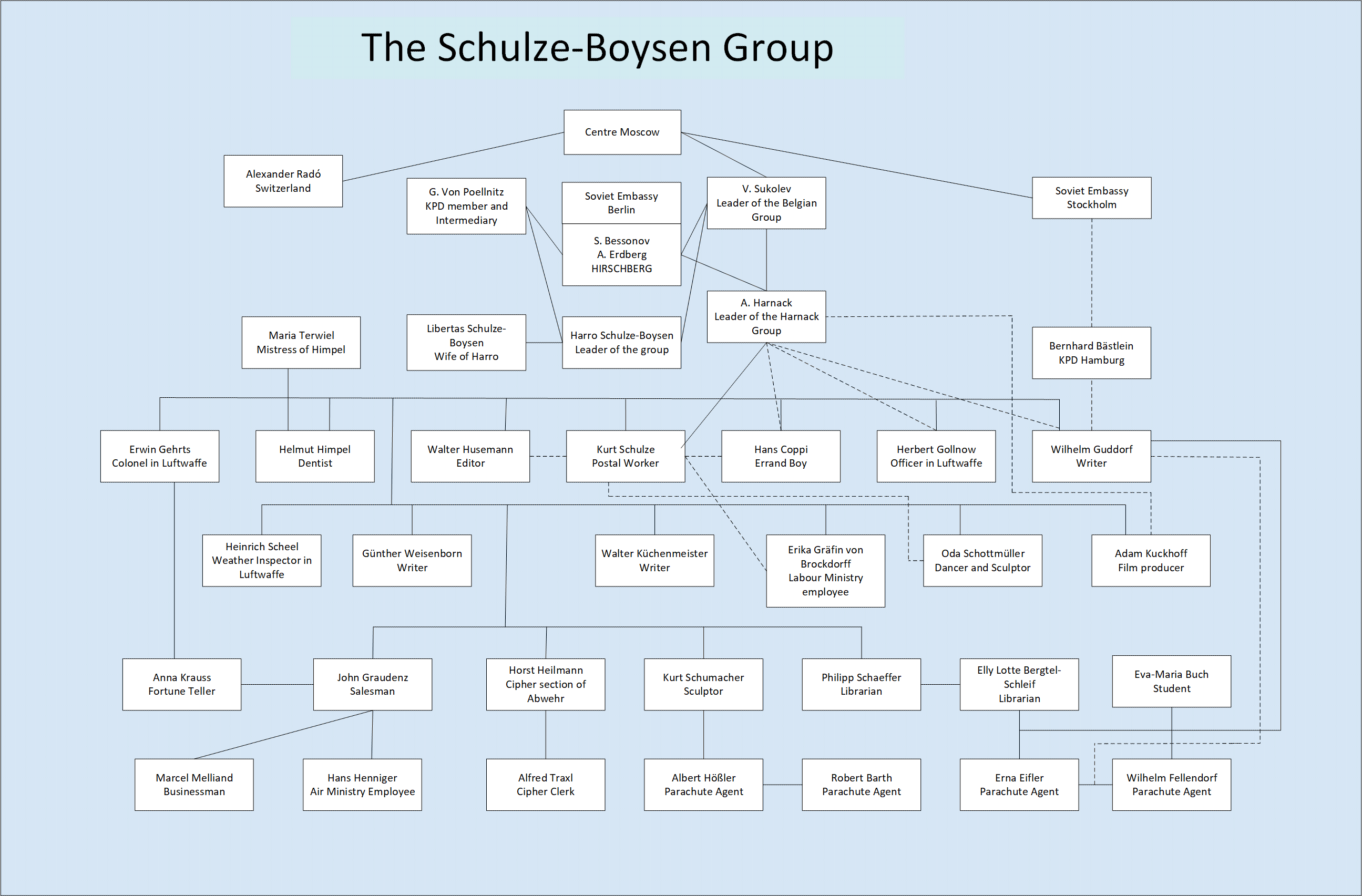
Il gruppo Schulze-Boysen

Nel 1938, Graudenz conobbe Harro Schulze-Boysen grazie alla sua vicina di casa Anna Krauss ed entrò a far parte dell'Orchestra Rossa nel gruppo guidato da Schulze-Boysen. Nel 1938, Libertas Shulze-Boysen divenne cliente della Krauss, coinvolgendola nel gruppo e mettendo a disposizione il suo appartamento per ospitare due macchine per il ciclostilo dei volantini, con Graudenz a gestire le operazioni.
Graudenz divenne in breve uno dei membri principali del gruppo e Schulze-Boysen lo considerava uno dei suoi più preziosi informatori grazie ai suoi contatti nell'industria aeronautica tedesca: oltre a reperire le informazioni per il gruppo, le competenze di Graudenz lo portarono alla produzione di un gran numero di volantini e opuscoli di propaganda. Nel febbraio 1942, Graudenz partecipò nella preparazione e nella produzione dell'opuscolo intitolato Die Sorge um Deutschlands Zukunft geht durch das Volk.
Nella primavera del 1942, Schulze-Boysen scoprì che i nazisti avevano decifrato alcuni cifrari britannici che consentivano di tracciare le rotte dei convogli Alleati tra l'Islanda e la Russia settentrionale, e che stavano pianificando un attacco su larga scala dove erano coinvolti gli aerei della Luftwaffe, gli U-Boot della Kriegsmarine e la corazzata Tirpitz. Shulze-Boysen era desideroso di informare gli Alleati e fu proprio attraverso Graudenz che Marcel Melliand, uomo d'affari di sinistra con buoni contatti in Svizzera, venne in contatto con Schulze-Boysen. Schulze-Boysen chiese a Graudenz di stabilire un collegamento con un contatto in Svizzera attraverso Melliand e sia Graudenz che Melliand accettarono la proposta. Il contatto con Melliand fu provato nell'agosto 1942, quando Shulze-Boysen incaricò Graudenz di chiedere a Melliand di prepararsi per il viaggio. Il programma completo delle operazioni del convoglio fu incluso nel rapporto di intelligence che tuttavia non raggiunse l'Inghilterra perché Melliand non riuscì ad ottenere il permesso per il viaggio.
Graudenz continuò a produrre i rapporti politici, militari ed economici per il gruppo di resistenza. In questo periodo, lavorava per la ditta Blumhardt di Wuppertal nella produzione di carrelli d'atterraggio per gli aerei e questo gli permise di ottenere le informazioni da un ampio gruppo di contatti commerciali e personali all'interno del Ministero dell'Aviazione nazista. Il rapporto più importante lo ottenne tramite Hans Gerhard Henniger, ispettore del Ministero dell'Aviazione, riguardo la produzione degli aerei della Luftwaffe per il periodo giugno-agosto 1942.
A metà maggio 1942, Joseph Goebbels organizzò una mostra di propaganda nazista intitolata Il paradiso sovietico (in tedesco Das Sowjet-Paradies), con lo scopo di preparare il popolo tedesco all'invasione dell'Unione Sovietica. Graudenz fu l'ideatore della campagna di affissione di adesivi del gruppo in cinque quartieri di Berlino.

## Arresto e morte
Fu arrestato il 12 settembre 1942 e il 19 dicembre 1942 fu condannato a morte dal Reichskriegsgericht. Fu impiccato il 22 dicembre 1942 nella prigione di Plötzensee per ordine di Adolf Hitler, senza che il verdetto acquisisse valore legale. Ancora prima dell'inizio del procedimento del Reichskriegsgericht, l'Oberkommando der Wehrmacht ordinò il suo strangolamento, in contrasto con i regolamenti dei tribunali militari e civili.
In base allo Sippenhaft, il principio tedesco secondo cui la famiglia condivide la responsabilità del crimine commesso, entrambe le figlie di John e la moglie furono arrestate nello stesso giorno. Il 12 febbraio 1943 il Reichskriegsgericht condannò a tre anni di carcere la moglie, Antonie Graudenz "per aver ascoltato le emittenti radio nemiche e per essersi astenuta dall'avvisare [lo Stato]". Sia Karin che Silva furono rilasciate dopo due settimane.

## Memoria
A Stahnsdorf una strada porta il suo nome e un monumento riporta il suo nome e della moglie Anna.